# Fløan
Fløan est un hameau de la localité de Skatval dans la commune de Stjørdal, Trøndelag en Norvège. Fløan se compose de prairies et forêts. Fløan se divise en trois parties : Fløan østre, Fløan vestre et Fløan mellom; plus aujourd'hui quelques hytte et maisons particulières. 
Tout comme Auran, il s'agit d'un des plus anciens nom de lieu de la commune. Parmi les formes plus anciennes, on trouve : Fljoðar, Fliodha (1440), Fløde (1530) et Fløe (1626). On trouve, dans un manuscrit de 1432, une ancienne forme de datif: Fljodhom. La nouvelle forme de datif est på Fløom.

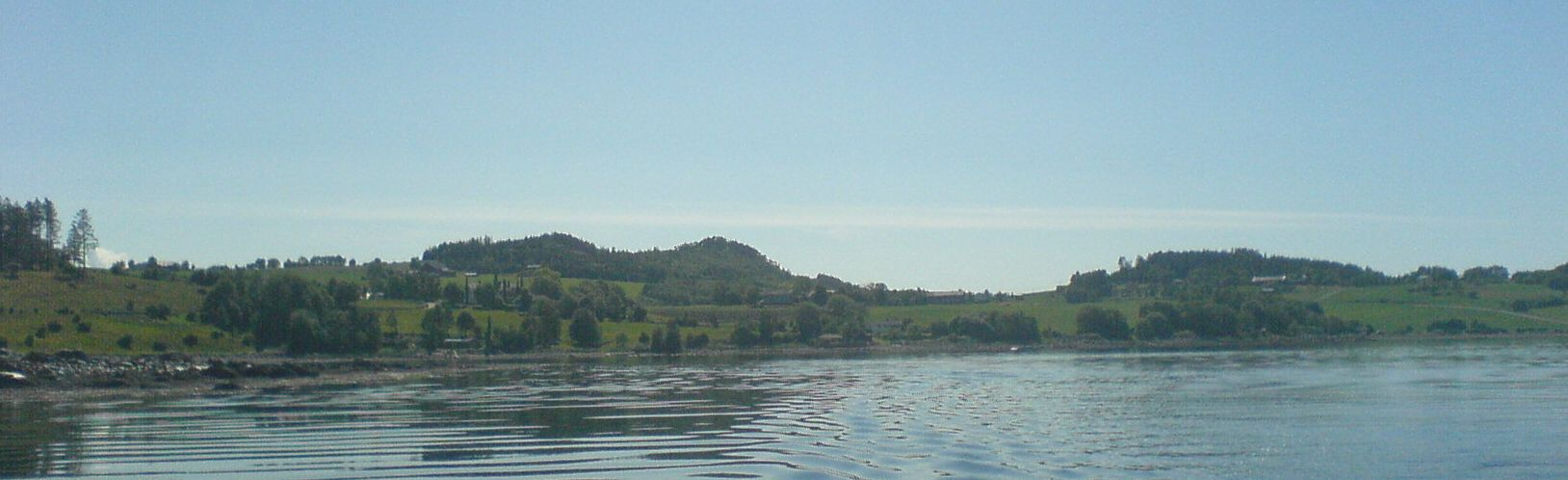
Parties de Nordbygda à Skatval, avec Steinvik et Fløan, vus depuis la mer